# Puig dels Avalls
El Puig dels Avalls és una muntanya de 346 metres que es troba al municipi de Terrades, a la comarca catalana de l'Alt Empordà.